# Charpeney (canton)
Pour les articles homonymes, voir Charpeney.
Le canton Charpeney est situé dans le territoire non organisé de Lac-Jérôme, dans la municipalité régionale de comté (MRC) de Minganie, en Côte-Nord, dans la province de Québec, au Canada.

## Géographie
Ce canton inhabité est délimité par la rivière au Bouleau (situé à l'ouest) et la rivière à la Tortue (située à l'est), dans la MRC de Minganie. Le principal plan d'eau s'avère être le lac Delaunay.

## Toponymie
Le toponyme "canton Charpeney" parait dans l'édition de 1921 de l'ouvrage "Noms géographiques de la province de Québec". Cette désignation toponymique a été attribuée en reconnaissance de l'oeuvre de vie du père Oblat Hyacinthe Auguste Charpeney (1822-1882), missionnaire sur la Côte-Nord en 1859-1860, alors qu'il était résident au couvent de Saint-Sauveur, dans la ville de Québec.
Le toponyme « Canton Charpeney » a été officialisé le 5 décembre 1968 à la Banque des noms de lieux de la Commission de toponymie du Québec.